# فصل برداشت: جزیره شادکامی
فصل برداشت: جزیره شادکامی (به انگلیسی: Harvest Moon DS: Island of Happiness) و (به ژاپنی: 牧場物語キミと育つ島 Bokujou Monogatari: Kimi to Sodatsu Shima, lit. "Farm Story: The Island Grows With You) یکی از بازی‌های در سبک شبیه‌سازی مزرعه است که توسط شرکت سرگرمی مارویلس و ناتسومی طراحی و ساخته شد. این بازی که در سری بازی‌های فصل برداشت قرار دارد، برای نخستین بار در ۱ فوریه ۲۰۰۷ در ژاپن منتشر شد. بازی به شکل اختصاصی برای کنسول بازی دستی نینتندو دی‌اس طراحی گردیده است.
اجازه انتخاب دو شخصیت پسر یا دختر، آزاد شدن آیتم‌ها و مزرعه‌های جدید و شخصیت‌های جدید از ویژگی‌های این نسخه از این سری می‌باشد.